# Куммер, Фридрих Август
Фри́дрих А́вгуст Ку́ммер (нем. Friedrich August Kummer; 5 августа 1797, Майнинген — 22 августа 1879, Дрезден) — немецкий виолончелист и композитор.

## Биография
Сын гобоиста. Начинал учиться игре на гобое, однако затем перешёл на виолончель. Занимался у Фридриха Дотцауэра, брал уроки у Бернарда Ромберга, часто приезжавшего в Дрезден на гастроли. В 1812 г. поступил в Дрезденскую капеллу как гобоист, поскольку вакансии виолончелиста не было. Затем при поддержке Карла Марии фон Вебера получил место виолончелиста, в 1850—1864 гг. концертмейстер виолончелей. В 1820-30-е гг. также много гастролировал как солист. В качестве ансамблевого исполнителя был известен своими дуэтами с Францем Шубертом, а также игрой в квартете — в частности, известны лейпцигские концерты 1838 года, в которых выступал квартет в состав Пьера Байо (первая скрипка), Кароля Липинского (вторая скрипка), Феликса Мендельсона (альт) и Куммера.
Композиторское наследие Куммера включает ряд произведений для его собственного инструмента, в том числе концерт, концертино в форме вокальной сцены, концертштюк для двух виолончелей, фантазии на темы популярных опер («Роберт-дьявол» Мейербера, «Ромео и Джульетта» Гуно) и народных песен разных стран. Куммеру также принадлежат транскрипции для виолончели и фортепиано вокальных сочинений Франца Шуберта.
Руководил классом виолончели в Дрезденской консерватории со времени её основания (1858). Среди учеников Куммера, в частности, Бернхард Коссман, Юлиус Гольтерман, Фердинанд Бёкман. Виолончелистами стали и два его сына. Опубликовал множество этюдов и упражнений для виолончели, Школу игры на виолончели (1839).
Похоронен на Старом католическом кладбище в Дрездене; могила не сохранилась.